# Estrella Roja (DC Comics)
Red Star (También conocido en español como Estrella Roja), cuyo nombre real es Leonid Konstantinovitch Kovar, es un joven superhéroe ruso, conocido como el agregado ruso de los Jóvenes Titanes, creado para la editorial DC Comics, debutando en las páginas de Teen Titans Vol. 1 #18 (diciembre de 1968), y fue creado por Len Wein (Escritor) y Marv Wolfman (Artista). Brevemente fue conocido como Starfire hasta la aparición del personaje femenino en las historias de Teen Titans, cuando se le cambió el nombre a Red Star.

## Biografía del personaje
Cuando todavía era un joven adolescente, Leonid Kovar y su padre Konstantin (un arqueólogo ruso), investigaban una nave espacial que se estrelló en el río Yenesi; Durante su investigación en la destruida nave, Leonid queda expuesto con una misteriosa energía radioactiva que le concede super-fuerza, velocidad y pirokinesis. Al ser un patriota ruso que creía en el comunismo, ofrece sus servicios a su país, y se convierte en el primer superhéroe oficial ruso en el Universo DC; tomando el nombre de Starfire. No volvería a aparecer hasta la colección de historietas de los New Teen Titans Vol. 1 #18 en 1982. Un nuevo personaje llamado Starfire, que apareció para formar parte del equipo en ese momento, por lo que posteriormente, Leonid cambiaría su nombre clave a "Red Star". Él es uno de pocos los héroes que se unieron para luchar contra los villanos durante los acontecimientos de la Crisis en las Tierras Infinitas, aunque su política causaría fricción conHawk y la Mujer Negativa, siendo esta última una desertora soviética.
En las páginas del cómic de Nuevos Titanes Vol. 2 #76 (1991), Estrella Roja, por aquel entonces, Mijaíl Gorbachov lo había enviado a laboratorios S.T.A.R. en Estados Unidos como parte de un programa de intercambio para el conocimiento del mundo de poderes sobrehumanos. Disidentes soviéticos enviaron al grupo llamado Héroes del Pueblo para asesinarlo. Estrella Roja sería rescatado por los Teen Titans. Estrella Roja se sintió traicionado y aceptó el asilo político en los Estados Unidos. Estrella Roja participó en la reconstrucción Cyborg I, en la Unión Soviética. Finalmente se uniría a los Jóvenes Titanes. Después de dos años, Estrella Roja tuvo que dejar a los Titanes junto con otra titan, Pantha y Bebe Wildebeest para formar una familia. Con el tiempo se van a vivir al antiguo complejo Soviético conocido como "Ciudad Ciencia".
No se le vería de nuevo hasta el crossover JLA/Titanes, una miniserie de 1999. Aparecería más adelante teniendo un rol de poca importancia en los próximos años, pero volvería para Crisis Infinita #4, donde está siendo congelado por parte de Superboy Prime tras presenciar el asesinato brutal de Pantha Bebe Wildebeest. En la edición de tapa dura de la serie limitada de Crisis Infinita, reaparece varias horas después, apareciendo entre varios héroes caídos pero no muerto.
Se uniría de nuevo a los Titanes durante los acontecimientos de Un año después, pero dejaría el equipo por razones desconocidas. Sin embargo, es ayudado en su búsqueda por parte de Raven. Tras su última aparición, y luego de haber dejado el equipo, volvió a Rusia para evitar una invasión de origen extraterrestre, siendo designado como principal protector del Estado ruso. Ahora, se instalaría como cuartel general en los restos de una nave similar a la que destruyó durante el intento de invasión, cerca a Moscú.
Red Star más tarde recibe a Tim Drake, su excompañero de su durante los acontecimientos de Un año después, cuando este llega a Rusia para reunirse con un magnate de negocios ruso llamado Viktor Mikalek, con presuntos vínculos con la organización criminal conocida como La Sociedad. Cuando la reunión es interrumpida, por una mujer vigilante vengativa llamada Promise, Estrella Roja interviene y rescata a Mikalek. Después de encontrar a Tim en medio de una discusión con Promise, Estrella Roja cree equivocadamente que estaban trabajando juntos, sólo para que Tim le revelase los tratos de Mikalek con La Sociedad. Red Star afirma que es muy consciente de las actividades delictivas de Mikalek, y afirma que son un mal necesario para poder rescatar la economía en crisis de Rusia desde el colapso total del Comunismo. Entonces, se dispone a atacar a Tim, que irrumpe en la nave alienígena de Red Star y descubre un arsenal de cabezas nucleares. Después de una aventura en Undernet, Red Robin le permite escapar.
Durante la batalla final entre los Titanes y la Legión del Mal de Superboy Prime, Estrella Roja y un grupo de otros ex Titanes llegan para ayudar a cambiar el rumbo de los acontecimientos. El ataca con rabia directamente a Prime,  culpándolo por la muerte de su familia. A pesar de que se las arregla para herir a Prime, Red Star es dominado rápidamente por el villano, pero siendo rescatado por los otros Titanes.

## Poderes y habilidades
- Red Star está facultado por la utilización de poderes basados en energía alienígena desconocida, que han causado reacciones en cadena dentro de su estructura molecular, alterando sus capacidades físicas y sus reflejos. Con el tiempo, estas capacidades han cambiado y se ha desarrollado a partir del poder de su fuerza, solamente tras haber aumentado su velocidad y al estar equipado con una serie de diferentes poderes. las habilidades de Red Star que componen sus poderes son: Fuerza sobrehumana, Supervelocidad, Invulnerabilidad, y Resistencia Sobrehumana. Red Star también puede transformarse en compuesto de una forma de energía similar al fuego, que le permite transformar y redirigir su energías para canalizarlas sobre las palmas de sus manos o en cualquier forma. Parece que sus poderes tienen el mismo efecto con los kryptonianos tal cual como el mismo nombre de las estrellas que debilitan a los kriptonianos, como ocurrió cuando los utilizó contra Superboy Prime durante La Guerra de los Sinestro Corps.

## Otras versiones

### Flashpoint
El evento conocido como Flashpoint, al crearse una línea de tiempo alterada por parte del Flash Reverso y el mismo The Flash, Red Star es un miembro de la organización denominada el Consejo Colmena. Votó a favor de los civiles inocentes que viven en Europa occidental antes de que el consejo decidiera el uso de armas nucleares ante la guerra entre Aquaman y Wonder Woman para poner fin a la guerra.

## Apariciones en otros medios
- Red Star aparece en un episodio de la serie animada de los Teen Titans en el episodio "Snowblind", luego de hacerse amigo de Starfire y regresa en el episodio "Titans Together", al verse junto con Starfire y Bumblebee.

- Se hace mención del padre Leonid en la serie de televisión Arrow, y múltiples referencias directas a Red Star.

- En la serie de televisión (vía servicio Streaming) Titans, DC Universe Konstantin Kovar es retratado como un señor del crimen ruso, interpretado por Mark Antony Krupa en el primer episodio de la serie.